# Karlin-Stolin
Karlin-Stolin (en jiddisch: קרלין סטולין) és una dinastia hassidica que es va originar amb el Rabí Aharon de Karlin en el poble de Karlin, a Belarús.Karlin va ser un dels primers centres dels hassidim que es va establir a Lituània. Actualment, la dinastia Karlin-Stolin està florint una vegada més després d'haver estat delmada durant l'Holocaust. Els hassidim de la secta Karlin-Stolin es poden trobar a tot el món: a Israel, Amèrica, Rússia, Anglaterra, Mèxic i Ucraïna. Els jasidim de Karlin són especialment coneguts pel seu costum de clamar a l'Altíssim en veu alta i fort quan resen. També són coneguts per la seva hospitalitat.
Els hassidim de Karlin-Stolin es van establir en Terra d'Israel a mitjan segle xix, establint-se a Tiberíades, Hebron i Safed. En 1869 van restaurar una antiga sinagoga a Tiberíades que havia estat construïda en 1786 pel Rabí Menachem Mendel de Vítsiebsk però que va ser destruïda durant el terratrèmol de Galilea de 1837. La construcció de la nova sinagoga va començar en 1870 i va ser possible gràcies a la recaptació de fons dels jueus de la diàspora. Aquesta sinagoga, que encara es fa servir, es troba en el conjunt de les antigues sinagogues de Tiberíades. Va ser durant aquest temps que els hassidim de la secta Karlin-Stolin es van establir a la ciutat de Jerusalem, i per a l'any 1874 havien establert la sinagoga Beth Aaron a la ciutat vella.
Avui dia, el Rabí de la secta Karlin-Stolin Boruch Meir Yaakov Shochet resideix en Givat Ze'ev, un assentament israelià situat al nord-oest de la ciutat santa de Jerusalem. La major part dels hassidim de Karlin-Stolin resideixen prop de Jerusalem, també hi ha sinagogues a Beitar Illit, Bnei Brak, Kiryat Sefer, Brachfeld, Safed, i Tiberíades; així com als Estats Units, a Boro Park, Monsey, Lakewood, Los Angeles; a Londres, Regne Unit; i a Ucraïna.
El germà menor del Rabí també viu a la ciutat santa de Jerusalem, i és conegut com el Rabí Loitzker. El Rabí Loitzker va establir un tribunal hassídic amb el permís del seu germà major, el Rabí de Karlin-Stolin. A Jerusalem, els hassidim de Karlin porten un caftán daurat durant el Sàbat, la roba tradicional dels jueus haredim de la ciutat santa de Jerusalem.